# Tubulipora aperta
Tubulipora aperta is een mosdiertjessoort uit de familie van de Tubuliporidae. De wetenschappelijke naam van de soort is voor het eerst geldig gepubliceerd in 1898 door Harmer.